# Мюнхгаузени

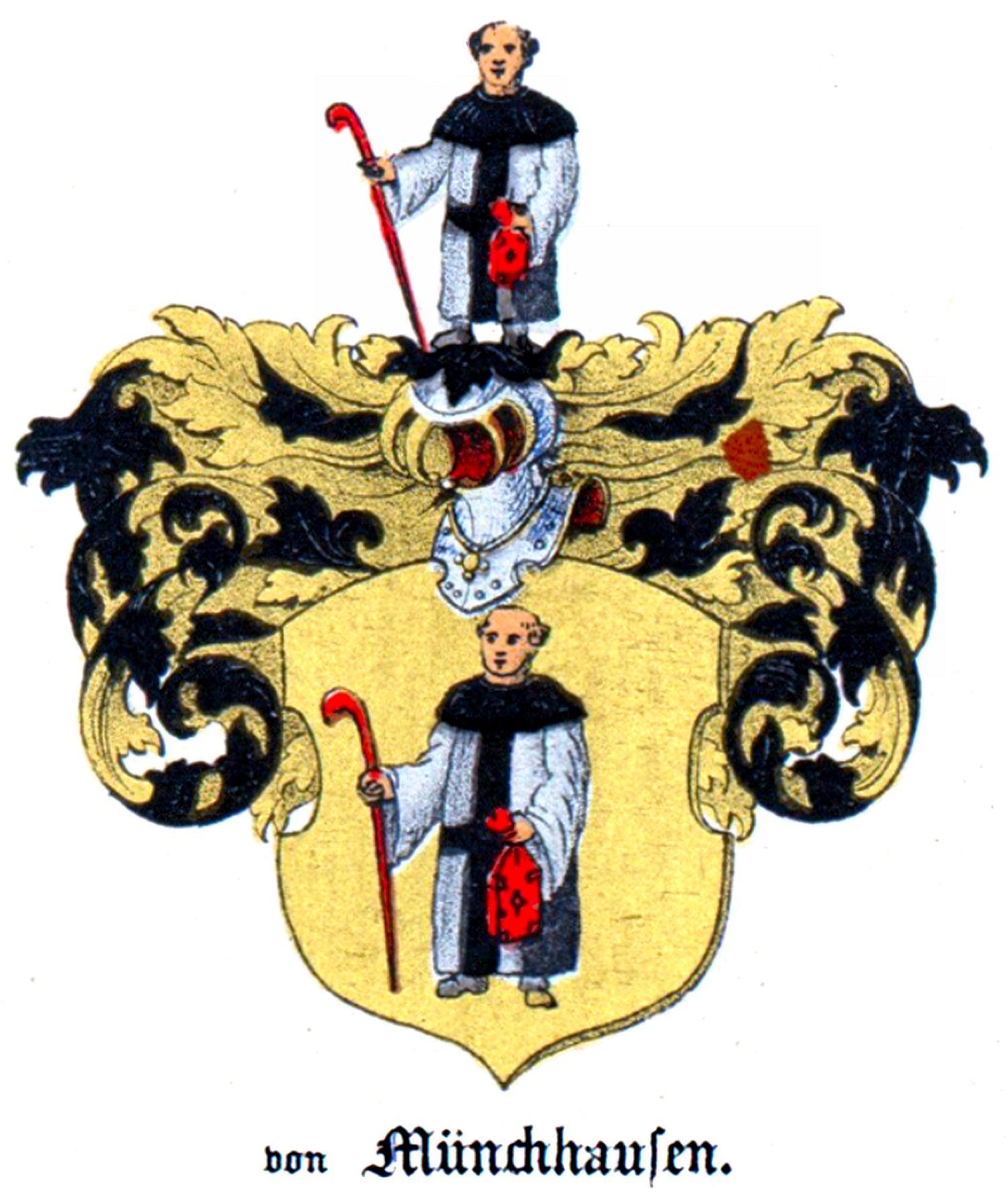
Герб Мюнхгаузенів (Балтійський гербовник)

Мюнхга́узени (нім. Münchhausen), або фон Мюнхга́узени (нім. von Münchhausen, «Мюнхгаузенські») — німецький шляхетський рід із Нижньої Саксонії. Піддані Священної Римської імперії, Бранденбургу, Пруссії, Росії. Вперше згадується під 1183 роком. Походить від міністеріала Гізелера, володаря поселення Мюнхгаузен біля сучасного Ребурга, захисника Локкумського монастиря. У середині XIII ст. розколовся на дві великі гілки — Чорну (нім. Schwarze Linie) і Білу лінії (нім. Weiße Linie). Представники першої займали посади маршалів у Мінденському князівстві. Найвідомішим членом роду є барон Мюнхгаузен (1720—1797), автор і герой гумористичних оповідань, представник Чорної лінії.

## Герб
У золотому щиті монах-цистеріанець, обернений праворуч, із червоною палицею у правій руці й червоною сумкою у лівій руці. Намет чорний підбитий золотом. У клейноді такий самий монах. На гербі Білої гілки Мюнгаузенів цистеріанець має традиційний одяг монахів цього ордену: білий габіт і чорний каптур. На гербі Чорної гілки одяг змінений — чорний габіт і білий каптур.

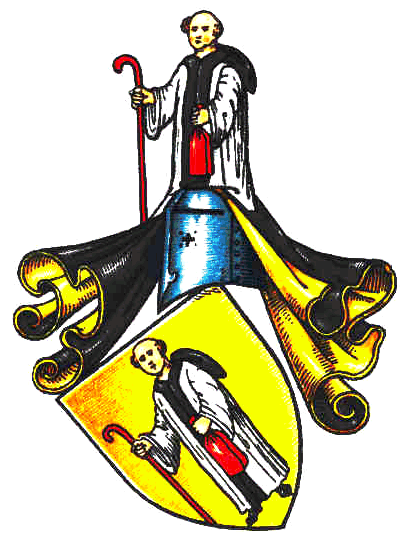
Біла лінія
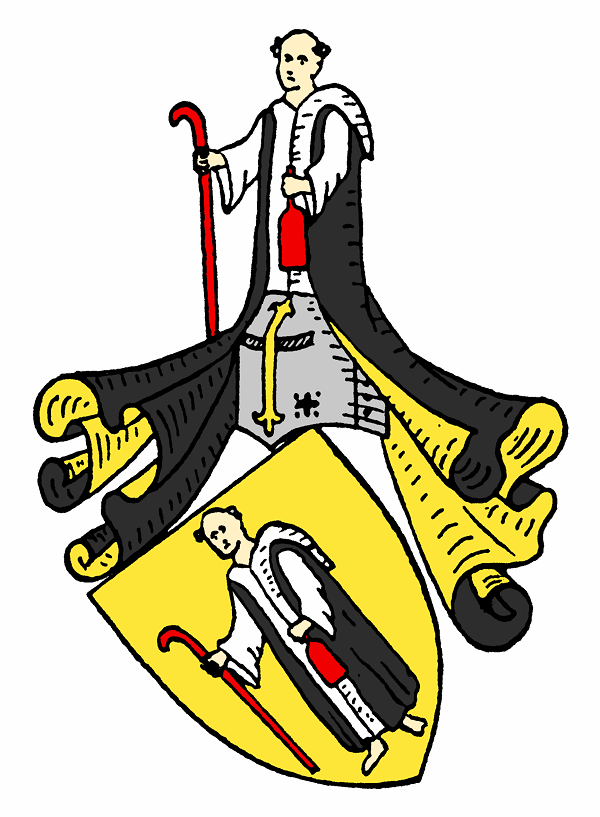
Чорна лінія
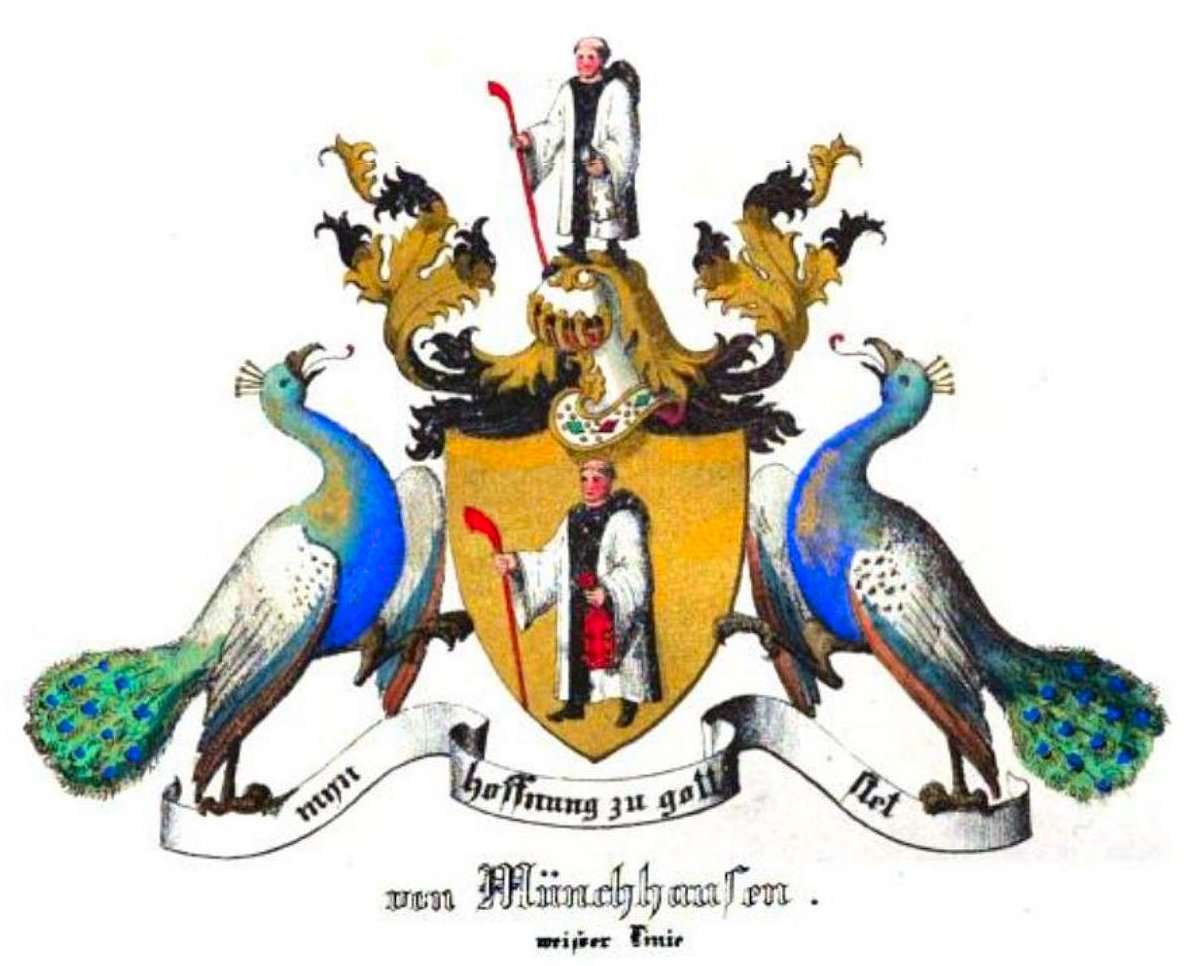
Біла лінія

## Історія

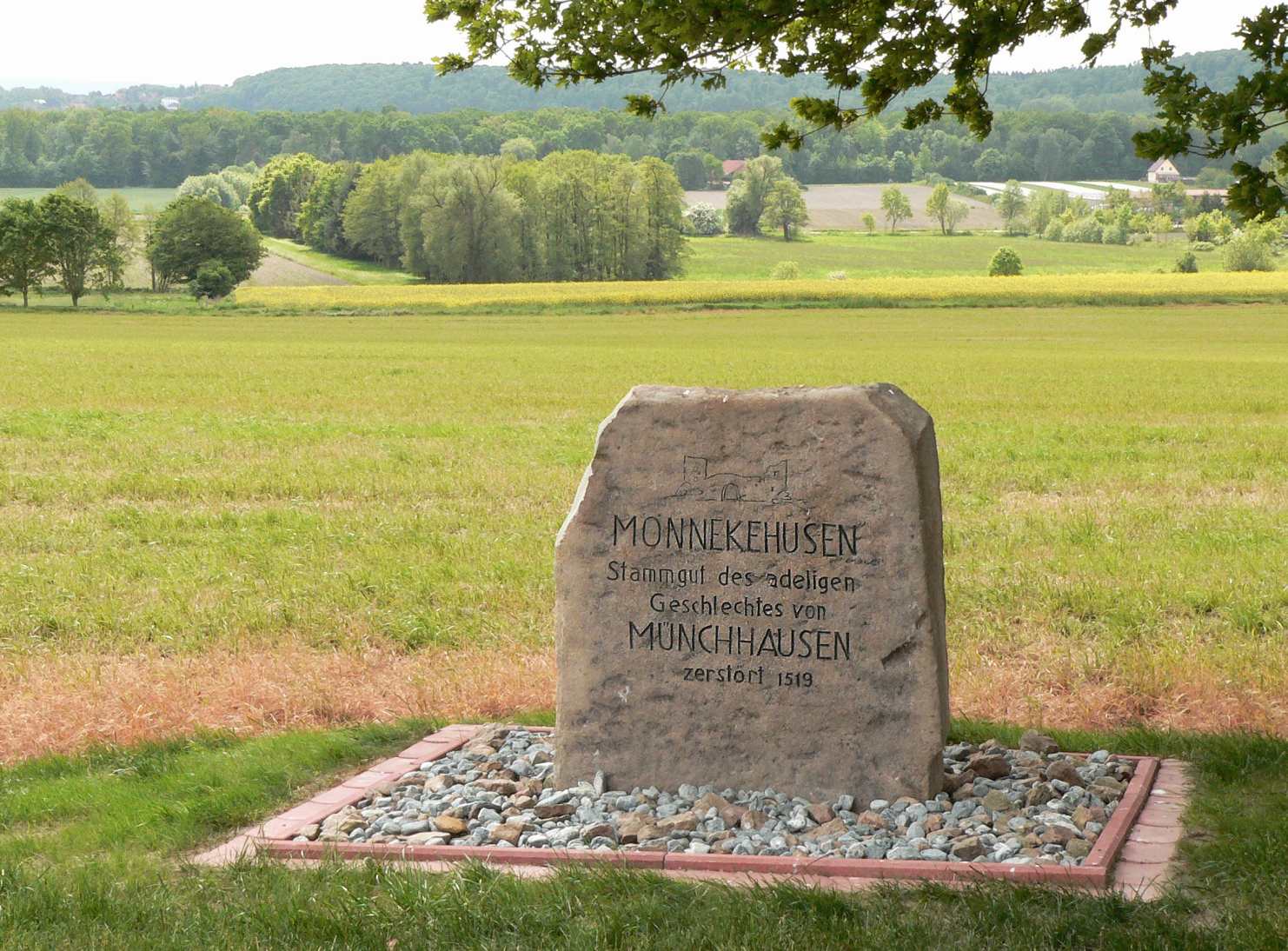
пам'ятний знак на місці колишнього поселення Муніхегаузен, родового гнізда роду.

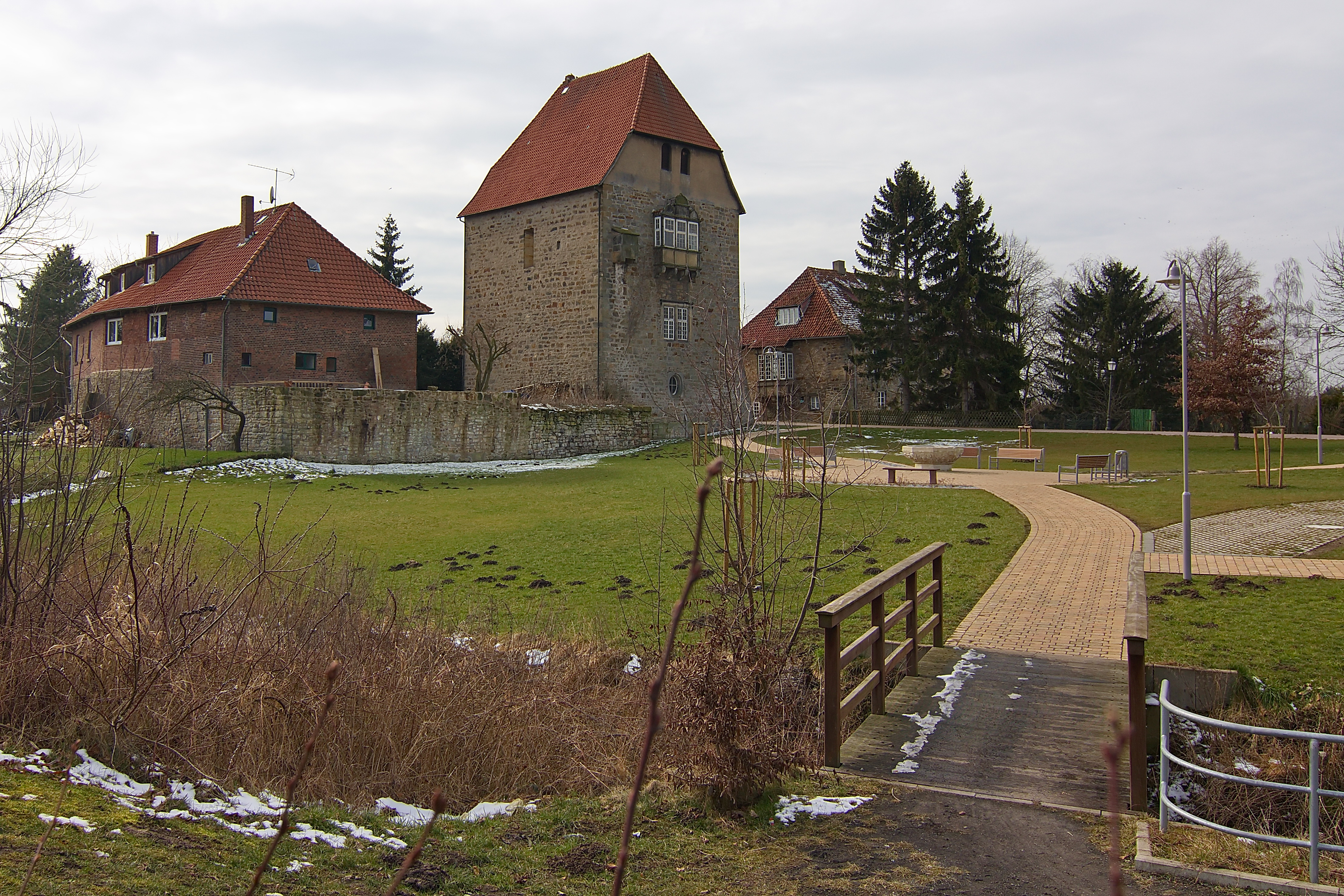
Заксенгагенський замок.

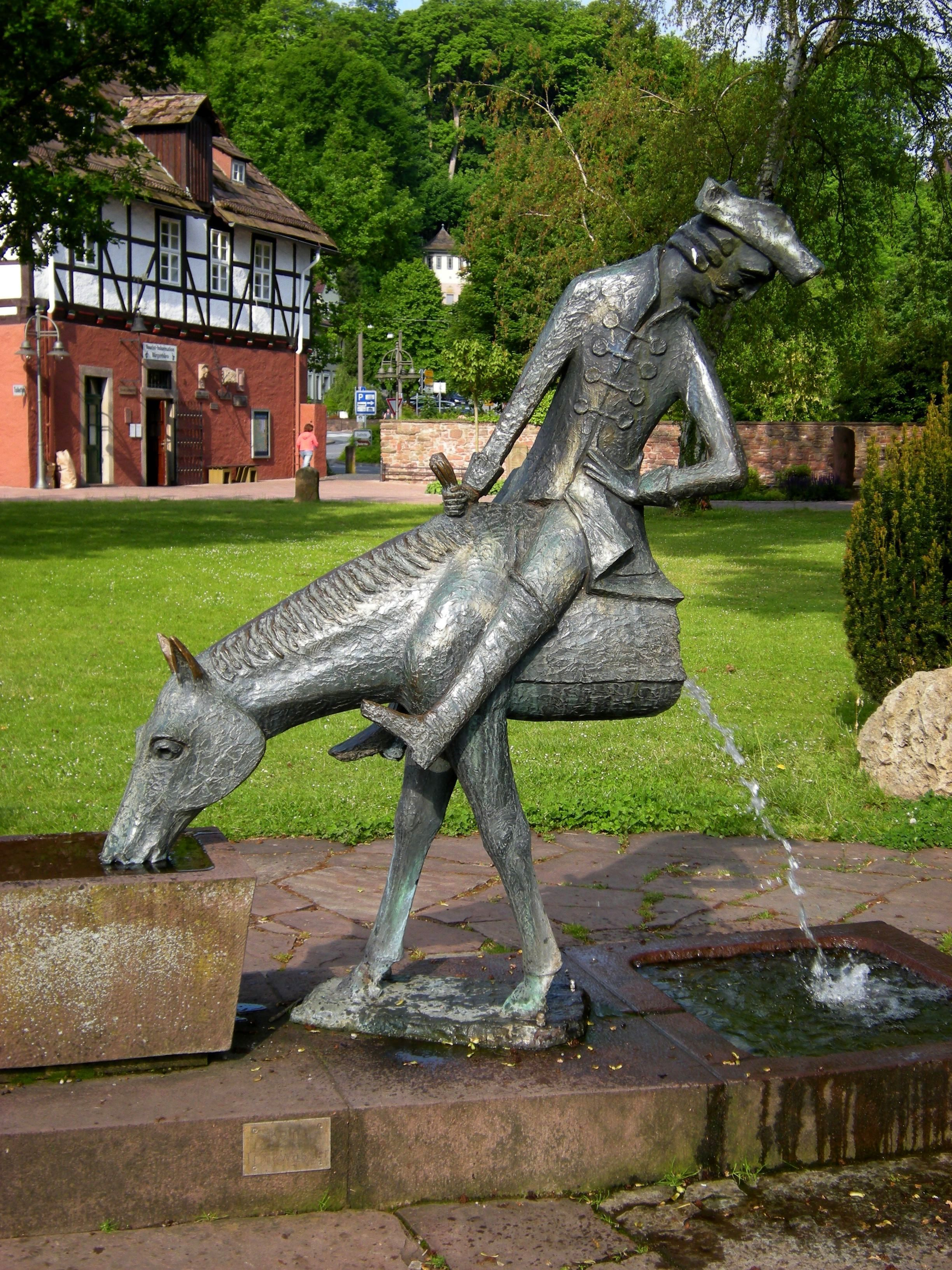
пам'ятник барону Мюнхгаузену (Боденвердер, Німеччина).

Найстаріша згадка про дім Мюнхгаузенів походить з 2-ї половини XII ст. У документі, датованим 1183 роком згадується «пан Ремберт, батько Гізелера Монехузенського» (лат. ominus Rembertus, pater Gyselheri de Monechusen), який вважається родоначальником дому. Назва роду походила від поселення Муніхегаузен (нім. Munichehausen), між сучасними містечками Ребург і Вінцлар, на західному березі Штайнгудського озера в Нижній Саксонії. Після 1335 року поселення Муніхегаузен (лат. villa Monickhusen) не згадується в джерелах: можливо воно булу зруйноване війною, повінню або чумою 1348—1349 років.
Згідно з тим же документом від 1183 року Гізелер, син Ремберта, був першим, хто резидував у Муніхегаузені (тогочасному Монехузені) й підписувався за назвою цієї резиденції. Найімовірніше, він належав до стану міністеріалів, які мали тут алод, й виконували обов'язки по захисту Локкумського цистеріанського монастиря, що був збудований місцевим графом Вільбрандом І в 1163 році.
У середині XIII ст. Мюнхгаузени розкололися на 2 великі гілки — Чорну і Білу лінії, що зберіглися до сьогодні. Їхніми родоначальниками стали Гізелер II і Юстацій І, онуки Гізелера, сини Ремберта II, які були каштелянами і війтами у Заксенгагенському замку близько 1260—1297 років.
Представники обох гілок упродовж кількох поколінь володіли численними маєтками і укріпленнями в Нижній Саксонії: Апелерн (з 1377), Штольценау (з 1378); замками Ребург (1387—1586), Аерцен (1508 — 1680-ті) та іншими.
У 1433—1618 роках Чорна лінія Мюнхгаузенів успадковувала посаду маршала Мінденського князівства.
У XVI ст. рід швидко розбагатів завдяки торгівлі солдатським ремеслом — найманству. Гільмар фон Мюнхгаузен (1512—1573) і його брати успішно продавали свої послуги німецьким князям в часи релігійних воєн і нашвидку скуповували землеволодіння. Саме таким чином був придбаний анклав на Ельбі, в районі Магдебургу. Гільмар-молодший укріпив кілька батькових маєтків розкішними замками, такими як Швобберський, Берернський, Вендлінггаузенський і Ляйцкауський. Відтоді Мюнхгаузени титулувалися фрайгерами (баронами), хоча й не мали офіційного визнання цього титулу владою Священної Римської імперії.
Протягом XVII ст. Мюнхгаузени породичалися із шляхетними родинами з Бранденбургу-Пруссії, Саксонії й Тюрингії, такими як Бісмарки, Кітцови, Зельмніци, Шуленбурги та інші. Це дало їм змогу розширити підконтрольні землі шляхом успадкувань володінь вигаслих домів та купівлі нової нерухомості. Таким чином були набуті маєтки Штайнбург (1686), Штрауссфурт (1706), Герренгоссерштедт (1730), Морінген (1739), Беттензен (1764), Гедвігсбург (1769), Великий Вальберг (1776) та інші.
У 1861, 1888 і 1889 роках представники різних гілок дому Мюнхгаузенів були внесені до матрикулів прусської шляхти.
Мюнгаузени втратили усі свої землеволодіння в Центральній і Східній Німеччині внаслідок земельної реформи 1945 року. У Нижній Саксонії вони продовжують утримувати ряд маєтностей до сьогодні.
Родинна усипальниця Мюнхгаузенів розташована у Кемнадьському монастирі, де похований Єронім-Карл-Фрідріх (1720—1797), один із найвідоміших представників роду.

## Представники

### Чорна лінія
- Барон Мюнхгаузен (1720—1797) — ротмістр російської служби, історична особа та літературний персонаж.
- Отто фон Мюнхгаузен (1716—1774) — німецький ботанік, натураліст, письменник, ректор Геттінгенського університету.